# Góra Kościelnicka
Góra Kościelnicka (Góra Wrzodowa) – pagór w południowej części Płaskowyżu Proszowickiego, w Krakowie w dzielnicy XVIII Nowa Huta na terenie osiedla Górka Kościelnicka.